# Ernest P. Worrell
Ernest Powertools Worrell este un personaj fictiv din seria de desene animate americană Ernest Goes to Camp.